# Palazzo Bonacossi

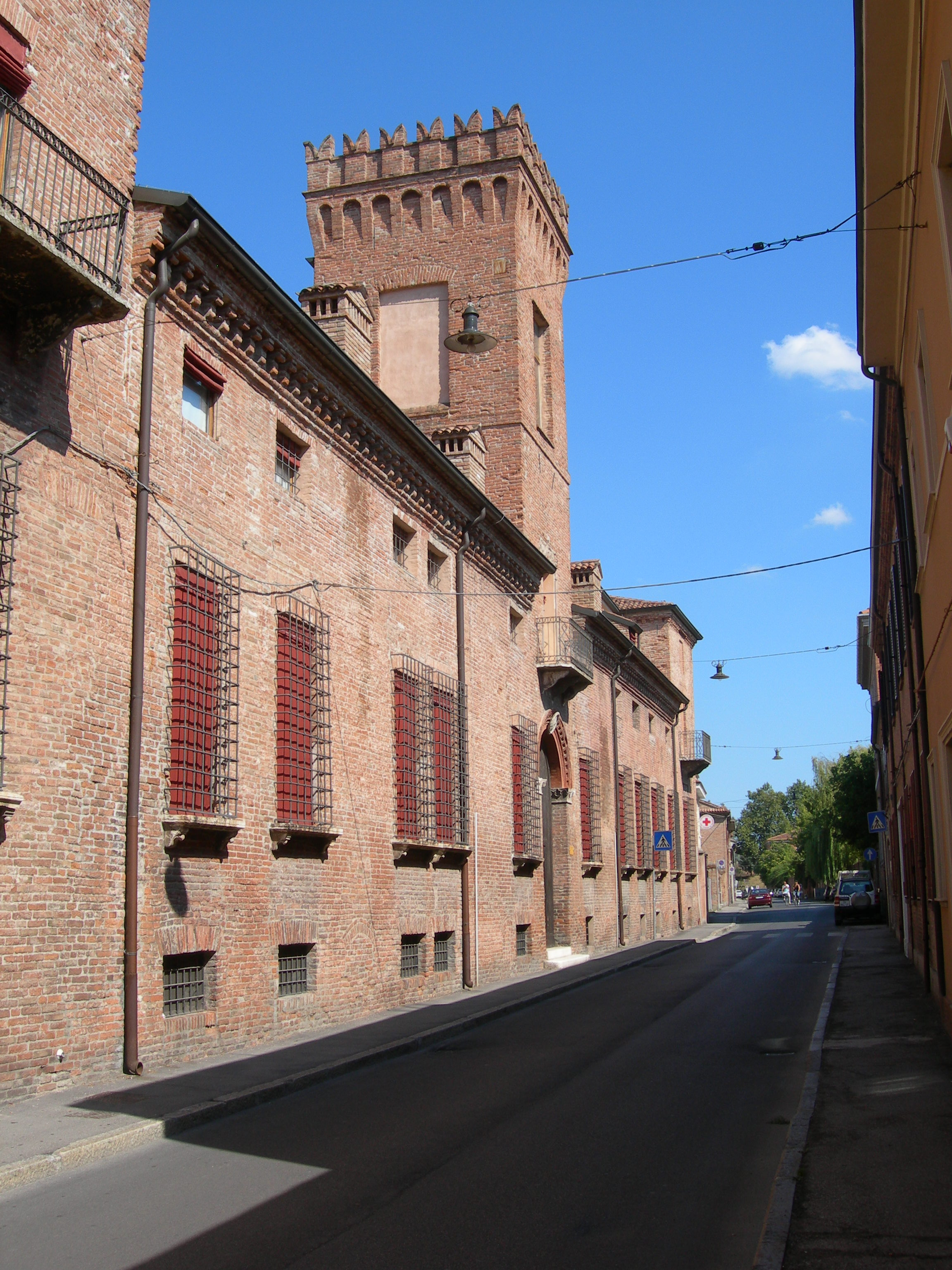
Fassade des Palazzo Bonacossi

Der Palazzo Bonacossi ist ein Palast im Zentrum von Ferrara in der italienischen Region Emilia-Romagna. Der Palast liegt in der Via Cisterna del Follo 5.

## Geschichte und Beschreibung
Den Palast ließ der aus Florenz zugezogene Diotisalvi Neroni unter der Herrschaft von Borso d’Este 1469 erbauen.
Ursprünglich bestand er aus einem einzigen Stockwerk und einem Turm, der das Gebäude überragte.
Erst fiel der Palast an Sigismondo Cantelmo, dann zurück an die Familie Este; Gurono d’Este wollte dort 1533 einen Innenhof einbauen, dessen Planung Girolamo da Carpi zugeschrieben wird, während es Francesco d’Este 1527 gelang, das Gebäude zu einer Verbindung zwischen der Palazzina di Marfisa d’Este und dem Palazzo Schifanoia zu machen. Nach dem Tod von Marfisa d’Este erbten den Palast 1609 ihre Tochter Vittoria Cybo und deren Erben, die ihn 1643 an den Grafen Borso Bonacossi verkauften, dessen Familie ihn 2½ Jahrhunderte behielt. In diesen Jahren wurden die Fassade und die Räume anschließend an den Turm entscheidend umgebaut und bei einer kürzlich erfolgten Restaurierung hat man unter den im Barockstil dekorierten Decken vierer Räume alte, hölzerne Kassettendecken aus dem 16. Jahrhundert entdeckt, die in Tempera mit einfachen, geometrischen Motiven verziert waren.
Nach den vielen Jahren in Besitz der Familie Bonacossi ohne wesentliche Umbauten riskierte der Palast seine künstlerische Pracht zu verlieren, bis er 1911 von der Stadt Ferrara aufgekauft wurde, die mit einer langandauernden Restaurierung und ein Projekt der Wiederherstellung des Palastes beginnen ließ, um ihn in den Kreis der Museen der Stadt aufzunehmen. Die Büros und die Direktion des Museums für antiker Kunst wurden im Jahre 2000 dorthin verlegt.
Im Palast ist heute die Sammlung von Kardinal Giovanni Maria Riminaldi untergebracht, der wir die Schaffung der ersten öffentlichen Museumsversammlung der Stadt verdanken.